# Jan Nepomuk Vent
Jan Nepomuk Vent (ook: Johann Wendt, Wenth, Went en Wend)  (Divice,  bij Louny, Bohemen, 27 juni 1745 - Wenen, 3 juli 1801) was een Tsjechisch componist en hoboïst. 

## Levensloop
Vent kreeg in Cítoliby less voor hobo bij Jan Stastny, die toen lid van het operaorkest in Praag was. Verder heeft hij met die aan het slot van Citoliby verbonden muzikanten en componisten Václav Jan Kopřiva en Jan Adam Gallina samengewerkt in het orkest van de graaf Ernst Karl Pachta von Raihofen, waar ook Vent als kelner in diensten stond. Deze dubbelde situatie van kelner en musicus is in deze epoche in Bohemen meerdere malen aan te treffen. Maar in deze functie is hij meer dan ongelukkig en vlucht meerdere keren. De 3 vlucht gelengd hem. Andere Tsjechische muzikanten zoals de hoboïst Josef Fiala en de hoornist Jan Václav Stich-Punto (1746-1803) hebben weinig geluk en werden van de politie  gearresteerd. 

## Een pionier: een van de eerste harmonieën in Midden-Europa
Vent tred in 1771 in dienst bij de Zuid-Boheemse prins Joseph Adam de Schwarzenberk. Die familie wisselt haar woningen tussen de keizerlijke hoofdstad Wenen en haar sloten in Třeboň en Česky Krumlov. Prins Joseph Adam de Schwarzenberk geeft Vent de opdracht een eigen blazers-ensemble op te richten. Hij begint de klassieke opera's en de belangrijke balletten en kamermuziek voor blaasinstrumenten te bewerken. De manuscripten van deze werken werden ook tegenwoordig nog in het archief van het slot Česky Krumlov bewaard. 
Als Vent op 1 juli 1771 bij prins Joseph Adam de Schwarzenberk zijn dienst aantreed, werd ook Ignác Teimer als althoboïst aangesteld. De hoboïsten Ludvík Partl en Jiří Triebensee (1746-1813), de vader van Josef Triebensee, zijn al in diensten in de harmonie van de prins. Laatstelijk kon Vent een harmonie samenstellen met  twee hobo's (Jiří Triebensee en Ludvík Partl), twee althobo's (Jan Nepomuk Vent en Ignác Teimer), twee hoorns (Fikar en Bradac) en twee fagotten (Vodecka en Kautzner). Dit orkest gaaf concerten op de sloten Třeboň, Česky Krumlov en in Wenen. Het is goed mogelijk dat keizer Jozef II na een bezoek op deze sloten voor zich heeft besloten een eigen harmonie op te zetten. Maar dat volgde pas in 1781/1782, does 10 jaren later als bij prins Joseph Adam de Schwarzenberk.

## In Wenen
Vanaf 1777 spelen Jiří Triebensee en Jan Nepomuk Vent ook aan het orkest van het Burgtheater in Wenen. Alhoewel de prins voor Triebensee in 1780 bij de instrumentenbouwer Kristian Schumann in Wenen een nieuwe hobo koopt en Triebensee hem beloofde het orkest niet te verlaten, ging hij 1782 naar Wenen en werd lid van de keizerlijk-koninklijke harmonie van Jozef II en tegelijkertijd kamermusicus aan het hof. Na korte tijd volgde ook Jan Nepomuk Vent aan het hof in Wenen en werd tweede hoboïst in de harmonie en eveneens kamermusicus. Nu is Vent lid van het bekendste harmonieorkest in heel Europa en samen met zes van zijn collega's zal hij het repertoire van dit medium tot aan zijn overleden vernieuwen. De voormalige harmonie van de Prins Joseph Adam de Schwarzenberk moet met haar werk - ook in het gevolg van de oorlog met Frankrijk - in 1796 stoppen. 
Het instrumentarium van de keizerlijke harmonie werd veranderd. Voor de althobo's zijn er nu klarinetten. De keizerlijke harmonie heeft navolgende leden Jiří Triebensee, Jan Vent als hoboïsten, de gebroeders, klarinet-virtuozen en Mozart-vrienden Anton en Johann Stadler als klarinettisten, Martin Rupp en Jakub Eisen als hoornisten, Václav (Wenzel) Kautzner en Ignác Drobny als fagottisten. Later werden andere bekende muzikanten toegevoegd. 

## Originele werken voor harmonie vanWolfgang Amadeus Mozart
Het niveau van de individuele muzikanten, het collectieve samenspel, de virtuositeit van de instrumentalisten van deze harmonie heeft met zekerheid ertoe bijgedragen, dat dit type van orkest zeer populair werd en een mode-fenomeen aan het einde van de 18e eeuw en aan het begin van de 19e eeuw zal worden. De kwaliteit van het originele repertoire (bijvoorbeeld de Serenades KV 375, KV 388, de Gran Partita, KV 361 van Mozart, om maar liefst deze te citeren) en de bewerkingen en transcripties verbreden de bekendheid en het succes van Mozart enorm. 
Het werk van Jan Nepomuk Vent en van zijn collega's uit de harmonie, van zijn schoonzoon Josef Triebensee, die met zijn dochter Maximiliana huwde, kan als richtinggevend aangezien worden voor het repertoire van de blaasmuziekontwikkeling. Hij bewerkte rond 50 opera's (zonder die opera's van Mozart), belangrijke balletten, componeerde een eigen symfonie, blazers-kamermuziek en strijkkwartetten.

## Composities (selectie)

### Werken voor blazers
- Sinfonia in Es groot
  1. Allegro
  2. Andante
  3. Menuetto
  4. Finale
- Parthia No.17, voor blazers-octet
- Parthia č.51, voor blazers-octet
- Partita en do majeur (Alleluja), voor blazers-octet
- Parthii in F, voor blazers-octet

### Kamermuziek
- Quartetto concertante, voor twee hobo's, althobo en fagot
- Quintetto in Bes, voor hobo, fagot en strijktrio
- Strijkkwartet in C groot
  1. Allegro
  2. Menuetto
  3. Romance
  4. Rondo. Moderato
- Trio in Bes groot, voor 2 hobo's en althobo 
  1. Adagio, Allegro
  2. Menuetto
  3. Adagio
  4. Rondo, Allegretto non troppo

### Bewerkingen van klassieke muziek voor harmonie
- Joseph Haydn: Andante uit de "Symfonie Nr. 94 «Mit dem Paukenschlag»", voor blazers bewerkt door Jan Nepomuk Vent
- Wolfgang Amadeus Mozart: Figarova svatba - Die Hochzeit des Figaro, KV 492, selectie uit de opera voor blazers bewerkt door Jan Nepomuk Vent
- Wolfgang Amadeus Mozart: Don Giovanni, selectie uit de opera voor blazers bewerkt door Jan Nepomuk Vent
  1. Předehra (ouverture)
  2. Introdukce. Notte e giorno faticar... (Introductie: Notte e giorno faticar...)
  3. Allegro molto. Madamina, il catalogo e questo...
  4. Andante con moto. Nella bionda...
  5. Allegro. Giovinette che fate all´ amore...
  6. Andante. La ci darem la mano...
  7. Andantino cantabile. Dalla sua pace...
  8. Presto. Fin ch´han dal vino...
  9. Allegro assai. Menuetto; Adagio-Allegro
  10. Andante grazioso. Vedrai, carino
  11. Finale. Allegro vivace
- Wolfgang Amadeus Mozart: Únos ze Serailu - Die Entführung aus dem Serail, selectie uit de opera voor blazers bewerkt door Jan Nepomuk Vent
  1. Předehra (ouverture)
  2. Andante. Hier soll ich dich denn sehen...
  3. Andante grazioso. Durch Zärtlichkeit und Schmeicheln...
  4. Allegro. Ich gehe, doch rathe ich dir...
  5. Allegro. Welche Wonne, welche Lust
  6. Allegretto. Vivat Bacchus! Bacchus lebe!
  7. Adagio. Wenn der Freude Tränen fliessen...
  8. Allegro. Ach will ich triumphieren
- Wolfgang Amadeus Mozart: Die Zauberflöte, selectie uit de opera voor blazers bewerkt door Jan Nepomuk Vent
- Wolfgang Amadeus Mozart: Eine kleine Nachtmusik, KV 525, voor blazers bewerkt door Jan Nepomuk Vent
- Wolfgang Amadeus Mozart: Cosi fan tutte,  KV 588 (1790) selectie uit de opera voor blazers bewerkt door Jan Nepomuk Vent